# Предполагаемое российское вмешательство в выборы президента США (2020)
Предполагаемое российское вмешательство в выборы в Соединенных Штатах в 2020 году стало предметом озабоченности на самом высоком уровне национальной безопасности, а также в компьютерной и социальной отраслях. В феврале и августе 2020 года эксперты Разведывательного сообщества США предупредили членов Конгресса, что Россия пытается влиять на президентские выборы 2020 в пользу Дональда Трампа.

## Сообщения о попытках вмешательства

### Обзор
В ответ на вмешательство России в выборы в США 2016 года специальный советник Роберт Мюллер провёл двухлетнее расследование. В итоговом отчёте был сделан вывод, что Россия вмешивалась «масштабно и систематически». В своём выступлении в Конгрессе в июле 2019 года Мюллер заявил, что Россия продолжает вмешиваться в выборы в США, «пока мы сидим здесь», и что «многие другие страны» разработали кампании по дезинформации, нацеленные на выборы в США, частично основываясь на российской модели.
Также в июле 2019 года Комитет по разведке Сената США выпустил первый том двухпартийного отчёта о вмешательстве России в выборы в Соединенных Штатах 2016 года, который содержал рекомендации по обеспечению безопасности выборов 2020 года. Во втором томе отчёта, основываясь на данных социальных сетей за октябрь 2018 года, было отмечено, что «усилия России по дезинформации могут быть направлены на сбор информации и точек данных в поддержку активной пропагандистской кампании, нацеленной на президентские выборы в США в 2020 году».
Центральное разведывательное управление в строго засекреченном отчете заявило: «По нашим оценкам, президент Владимир Путин и самые высокопоставленные российские официальные лица осведомлены и, вероятно, руководят российскими операциями влияния, направленными на очернение бывшего вице-президента США, поддержку президента США и разжигание общественной розни в преддверии ноябрьских выборов в США». О существовании этого отчёта, опубликованного в конце августа 2020 года, стало известно 22 сентября в отчётах The Washington Post и The New York Times.
Власти США обвинили Россию, Китай и Иран в попытках повлиять на выборы 2020 года. В период с января по конец июля 2017 года Twitter обнаружил и закрыл более 7000 фальшивых аккаунтов, созданных иранскими агентами влияния. По словам директора Федерального бюро расследований Кристофера А. Рэя, Россия пытается вмешаться в выборы в Соединенных Штатах в 2020 году. Выступая в Совете по международным отношениям в июле 2019 года, Рэй заявил, что они всерьёз рассматривают 2018 год как генеральную репетицию «большого шоу» в 2020 году. Дэн Коутс, бывший директор Национальной разведки, считает, что Россия и Китай попытаются повлиять на выборы. По состоянию на сентябрь 2020 года, представители разведки указывали на Россию как на наиболее «серьёзную угрозу» выборам, заявляя, что Китай выражает свои предпочтения публичной риторикой, а не участвует в тайных операциях с целью очернить кандидата или иным образом вмешаться в сами выборы. 17 сентября 2020 года Рэй засвидетельствовал Комитету по внутренней безопасности Палаты представителей, что усилия России по нанесению ущерба кампании Байдена были «очень активными».
По словам представителей разведки США, опрошенных The New York Times, российские «операции будут направлены на то, чтобы помочь президенту Трампу, потенциально за счет обострения споров по поводу результатов, особенно если гонка слишком близка, чтобы её можно было назвать [завершенной]». ФБР и Агентство по кибербезопасности и безопасности инфраструктуры заявили, что российские кибератаки были нацелены на «государственные, местные, территориальные и племенные государственные сети США, а также авиационные сети».

### Дезинформация в социальных сетях и инфраструктура голосования
Различные кампании по дезинформации в социальных медиа направлены на кандидатов от Демпартии, баллотирующихся на праймериз. Это вызвало серьёзную озабоченность в способности социальных сетей справляться с дезинформацией и манипуляциями. К августу 2019 года Facebook и Твиттер запретили рекламу, которая использует дезинформацию для умышленного снижения явки избирателей.
Microsoft разработала программное обеспечение с открытым исходным кодом под названием ElectionGuard, чтобы помочь защитить выборы 2020 года. В середине июля 2019 года Microsoft объявила, что за предыдущий год она «уведомила почти 10 000 клиентов о том, что они стали жертвами атак, направленных на США». Основываясь на атаках, нацеленных на политические организации, и на опыте 2016 и 2018 годов, Microsoft ожидала «атаки на избирательные системы США, политические кампании или НПО, которые тесно сотрудничают с избирательными кампаниями». В отношении «атак со стороны государства», которые исходили из России, Microsoft утверждала, что они следовали «той же схеме взаимодействия», что и российские операции в 2016 и 2018 годах. 20 сентября 2019 года Microsoft объявила, что предоставит бесплатные обновления для системы безопасности Windows 7, срок действия которой истёк 14 января 2020 года, на сертифицированные федеральные машины для голосования на выборах 2020 года в США. 4 октября 2019 года Microsoft объявила, что «Фосфор» — группа хакеров, связанных с иранским правительством, — пыталась скомпрометировать почтовые ящики, принадлежащие журналистам, видным иранским экспатриантам, правительственным чиновникам США и кампании кандидата в президенты США. Хотя Microsoft не раскрыла, какая кампания была целью кибератаки, неназванные источники сообщили Reuters, что это была кампания Дональда Трампа.
21 октября 2019 года генеральный директор Facebook Марк Цукерберг объявил, что его компания обнаружила «очень сложный» набор кампаний, чтобы вмешаться в выборы 2020 года. Эти кампании происходили из России и Ирана. Фальшивые аккаунты, созданные в России, выдавали себя за американцев различного политического происхождения и работали над тем, чтобы подорвать кампанию Джо Байдена и сеять недовольство Байденом как слева, так и справа.
Отчёт The Washington Post за сентябрь 2019 года продемонстрировал, что хакеры могут легко проникнуть в машины для голосования, предназначенные для использования на выборах в Соединенных Штатах в 2020 году.
13 февраля 2020 года представители американской разведки сообщили членам Комитета по разведке Палаты представителей, что Россия вмешивается в выборы 2020 года, чтобы переизбрать Трампа. Брифинг провёл Шелби Пирсон, высокопоставленный представитель спецслужб в разведывательном сообществе, и помощник исполняющего обязанности директора Национальной разведки Джозеф Магуайр. Союзники Трампа в комитете оспаривали результаты, и Трамп был возмущён, узнав о брифинге, поскольку полагал, что демократы могут использовать информацию против него. Он отчитал Магуайра за то, что тот позволил провести брифинг, и несколько дней спустя назначил Ричарда Гренелла вместо Магуайра.
21 февраля 2020 года газета The Washington Post сообщила, что по словам неназванных официальных лиц США Россия вмешивалась в демократические выборы, пытаясь поддержать кандидатуру сенатора Берни Сандерса. Сандерс выступил с заявлением после сообщения в прессе, в котором сказал: «Мне все равно, честно говоря, кого Путин видит президентом. Мое послание Путину ясно: держитесь подальше от американских выборов, и как президент я позабочусь об этом». Сандерс признал, что его кампания была проинформирована о предполагаемых усилиях России около месяца назад. Сандерс предположил, что русские выдавали себя за людей, утверждающих, что они являются его сторонниками в Интернете, чтобы создать атмосферу токсичности и придать «Bernie Bros», сторонникам Сандерса, плохую репутацию — предположение, которое Твиттер отверг. По словам эксперта по безопасности выборов Лоры Розенбергер, «попытки России посеять раздор на праймериз демократов созвучны её стратегии подрыва веры американцев в демократические институты и процессы».
31 июля 2020 года Уильям Эванина, руководитель Национального центра контрразведки и безопасности, во время секретного брифинга перед членам Конгресса заявил, что Россия работает над усилением предвыборной кампании Трампа и подрывом кампании Байдена. Подробности доклада Эванины обнародованы не были. В предвыборной кампании Байдена подтвердили Ассошиэйтед Пресс, что они «столкнулись с многочисленными сопутствующими угрозами», но «неохотно раскрывают подробности из-за боязни дать противникам полезные сведения».

## Реакция правительства США
В июле 2019 года Дэн Коутс предоставил Шелби Пирсону широкие полномочия для решения проблемы безопасности на выборах в США, создав новую позицию, которая рассматривается как признание того, что операции по оказанию иностранного влияния на выборах в США будут продолжаться бесконечно. Целевые группы по обеспечению безопасности выборов, созданные до промежуточных выборов в ФБР в 2018 году, Департамента внутренней безопасности, Агентства национальной безопасности и киберкомандования Соединенных Штатов, были расширены и «стали постоянными». Министерство внутренней безопасности указало, что угроза атак вымогателей на базы данных регистрации избирателей вызывает особую обеспокоенность.
Перед уходом в отставку с поста министра национальной безопасности США Кирстен Нильсен попытался организовать заседание кабинета министров США, чтобы обсудить, как бороться с потенциальным иностранным вмешательством в выборы 2020 года. Сообщалось, что Мик Малвейни, начальник штаба Белого дома, предупредил её, чтобы она держала эту тему подальше от Трампа, который рассматривает обсуждение как вопрос о законности его победы в 2016 году. Митч Макконнелл, лидер большинства в Сенате, заблокировал рассмотрение различных законопроектов, направленных на повышение безопасности выборов, включая некоторые меры, которые имели двустороннюю поддержку. Законодательство о безопасности выборов остается в Сенате по состоянию на февраль 2020 года. Однако в различных штатах были внесены изменения в бумажные бюллетени. Флорида расширила свою систему резервного копирования бюллетеней с 2016 года, но эксперты предупреждают, что её системы голосования по-прежнему уязвимы для манипуляций, особенно это касается электронных опросников, в которых хранятся списки зарегистрированных избирателей. Все 67 наблюдателей за выборами во Флориде были обязаны подписать соглашения о неразглашении, и следовательно информация о личностях, которую взломали российские спецслужбы в четырёх округах в 2016 году, остается неизвестной общественности. Демократические члены Конгресса сослались на отсутствие усилий по обеспечению выборов в США от иностранного вмешательства, особенно со стороны России, в качестве одного из оснований для начала расследования импичмента.
30 сентября 2019 года Соединенные Штаты приняли экономические санкции против семи россиян, связанных с Агентством интернет-исследований — организации, которая манипулирует социальными сетями в целях дезинформации. Санкции были описаны как предупреждение против иностранного вмешательства в выборы в США.
9 декабря 2019 года директор ФБР Кристофер А. Рэй сказал ABC News: «Что касается самих выборов [2020 года], мы считаем, что Россия представляет собой самую серьёзную угрозу». По словам Уильяма Эванина, руководителя Национального центра контрразведки и безопасности, Россия «использует социальные сети и многие другие инструменты для разжигания социальных разногласий, развития теорий заговора и сеет недоверие к нашей демократии и выборам».
В январе 2020 года агентство Bloomberg News сообщило, что американская разведка и правоохранительные органы изучают вопрос о том, участвует ли Россия в продвижении дезинформации с целью подорвать Джо Байдена в рамках кампании по срыву выборов 2020 года. В следующем месяце Служба внешней разведки Эстонии предупредила, что Россия попытается вмешаться в парламентские выборы в Грузии в октябре 2020 года, а также выборы в США в ноябре.

## Реакция администрации Трампа
Администрация Трампа отреагировала на брифинг представителей американской разведки в Комитете по разведке Палаты представителей, посвящённый тому, что Россия вмешивалась в выборы 2020 года, пытаясь заставить переизбрать Трампа, отвергнув усилия в пользу Трампа путём увольнение Джозефа Магуайра, который участвовал в этих сообщениях.
Напротив, Трамп и его советник по национальной безопасности Роберт О’Брайен приняли сообщения, что русские поддерживают кандидатуру Берни Сандерса.

## Президентство Дональда Трампа
В интервью с Джорджем Стефанопулосом в июне 2019 года президент Дональд Трамп заявил, что примет информацию от других стран о своих противниках на президентских выборах в Соединенных Штатах в 2020 году.
Согласно сообщениям The Wall Street Journal, The Washington Post и The New York Times, Трамп и его личный адвокат Руди Джулиани неоднократно оказывали давление на украинское правительство, чтобы провести расследование в отношении Хантера Байдена, сына Джо Байдена, что привело к политическому скандалу вокруг разговора Трампа и Зеленского. Байден — потенциально сильный соперник Трампа на президентских выборах 2020 года. Предполагалось, что целью запрошенного расследования было нанесение ущерба избирательной кампании Байдена на пост президента. В сообщениях говорилось, что Трамп угрожал отказать в военной помощи Украине, если они не расследуют дело Байдена. Спор спровоцировал начало официального процесса по импичменту против Трампа 24 сентября, когда спикер Палаты представителей Нэнси Пелоси приказала шести председателям комитетов Палаты представителей действовать «под эгидой расследования импичмента».
3 октября 2019 года Трамп заявил, что «Китай должен начать расследование» в отношении кандидата в президенты Джо Байдена и его сына. За несколько минут до этого, обсуждая переговоры о возможном соглашении в продолжающейся китайско-американской торговой войне, он сказал, что «если они [Китай] не сделают то, что мы хотим, у нас есть огромная сила». Затем в июне председатель Федеральной избирательной комиссии Эллен Вайнтрауб ретвитнула заявление, в котором объяснялось, что «…любое лицо незаконно запрашивать, принимать или получать что-либо ценное от иностранного гражданина в связи с выборами в США».
По состоянию на октябрь 2019 года есть свидетельства того, что президент Трамп, вице-президент Майк Пенс, генеральный прокурор США Уильям Барр, а также личный адвокат Трампа Джулиани обратились к Украине, Австралии, Италии, Великобритании и Китаю за помощью в дискредитации политических противников Трампа.